# Elymnias pellucida
Elymnias pellucida är en fjärilsart som beskrevs av Hans Fruhstorfer 1895. Elymnias pellucida ingår i släktet Elymnias och familjen praktfjärilar. Inga underarter finns listade i Catalogue of Life.